# 782
782 (DCCLXXXII) fue un año común comenzado en martes del calendario juliano, en vigor en aquella fecha.

## Acontecimientos
- Carlomagno tras vencer a los sajones en Verden ordenó la matanza masiva (4,500 de ellos) de prisioneros sajones paganos.

## Fallecimientos
- 11 de enero: Kōnin Tennō, 49° emperador de Japón (n. 709).
- 28 de septiembre: Lioba, monja anglosajona.